# Philodromus austerus
Philodromus austerus là một loài nhện trong họ Philodromidae.
Loài này thuộc chi Philodromus. Philodromus austerus được Ludwig Carl Christian Koch miêu tả năm 1876.